# Арвентур
«Арвентур» — российский художественный кино- и мультипликационный фильм, снятый режиссёром Ириной Евтеевой в 2015 году. Фильм получил несколько призов на ММКФ. Премьера состоялась 23 сентября 2015 года.

## Сюжет
Дилогия о воображаемой стране Арвентур, в которую чудесным образом попадают герои фильма.
Первая часть «Фанданго». Действие происходит в Петербурге голодной зимой 1921 года. В центре истории — юноша, который благодаря своим духовным устремлениям, попадает в прекрасный ирреальный мир.
Вторая часть «Тайна морского пейзажа». Император, выросший на картинах Художника, обнаруживает, что реальный мир его царства не гармоничен. Он не может принять грязь и ужас грубой действительности, так как чары Художника отвратили его от всего, чем он владеет, и заставили желать того, что у него никогда не будет.

## В ролях
| Актёр            | Роль           |
| ---------------- | -------------- |
| Сергей Дрейден   | мастер Ван Фу  |
| Ян Нам           | император      |
| Валентин Цзин    | ученик Линь    |
| Владимир Кошевой | Александр Каур |
| Леонид Мозговой  |                |
| Владимир Аджамов |                |
| Юлия Маврина     |                |

## Награды
- На Московском международном кинофестивале в 2015 году фильм получил специальный приз жюри «Серебряный Георгий»[1], приз ассоциации NETPAC[2] и специальное упоминание жюри российской кинокритики.